# Barrage de Kompienga
Pour les articles homonymes, voir Kompienga.
Le barrage de Kompienga ou barrage de la Kompienga est un barrage hydroélectrique situé à proximité du village de Kompienga, dans le département et la commune rurale de Kompienga, sur la rivière Koulpélogo qui forme également la frontière naturelle avec le département et la commune rurale de Pama, dans la province de la Kompienga et la région de l'Est au Burkina Faso.

## Géographie
Le Koulpélogo, sur lequel le barrage a été construit, est une rivière qui draine un bassin‐versant d’environ 6 000 km2 du nord vers le sud. Le barrage a formé un long et vaste lac de retenue au Burkina Faso sur l'ancienne petite rivière, qui est depuis également désignée localement comme « la Kompienga », du nom donné à ce lac artificiel qui lui même a  repris le nom du plus proche village qui borde le lac près du barrage.
Le lac de retenue du barrage dans sa partie amont au nord-ouest recouvre une partie frontalière à l'est du département et de la commune rurale de Soudougui, dans la province du Koulpélogo et la région du Centre-Est ; dans sa plus grande partie centrale, la rivière et le lac de retenue coupent en deux le département et la commune de Pama, depuis son village de Kompiembiga sur la rive gauche  au nord ; le barrage lui-même relie la commune de Kompienga (sur la rive gauche près de son village de homonyme) à la partie sud de la commune de Pama.
En aval du barrage, le Koulpélogo coule de façon intermittente sur quelques kilomètres où il forme encore la frontière entre les deux communes burkinabés de Kompienga et Pama, avant de traverser la frontière nationale avec le Togo (dans la préfecture de Tône et la région des Savanes où elle se déverse quelques kilomètres plus loin comme un affluent aujourd'hui mineur de l'Oti, une rivière également connue sous le nom de Pendjari, surtout en amont de son confluent au nord du Togo et qui forme également une large partie des frontières nationales naturelles entre le Burkina Faso et le Bénin, avec toutefois un conflit pacifié de souveraineté entre les deux pays pour la zone dite « Koalou/Kourou », à quelques kilomètres à l'est du barrage et en rive gauche de la Pendjari peu avant le confluent au Togo).

## Histoire
Sa construction a démarré en 1985 pour se terminer en 1988. Il a créé le lac éponyme. Sa fonction première est d'alimenter en électricité la ville de Ouagadougou.

## Caractéristiques
Le barrage hydroélectrique de Kompienga est fonctionnel depuis 1989 avec une production annuelle moyenne d’électricité de 50 GWh (SONABEL, 2009).